# Misogi

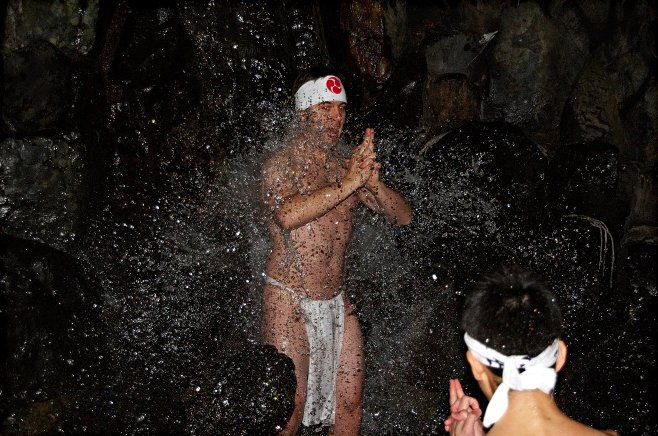
Misogi

Misogi (japonsky 禊) je šintoistický očišťující rituál prováděný dvakrát do roka. Během tohoto rituálu se věřící očisťují pod vodopádem nebo v proudu většinou studené vody. Rituál se odehrává před východem slunce.
Pro tento obřad oblékají šintoisté speciální oděv, ženy nosí bílé kimono a šátek, muži pouze bederní roušku a šátek. Tradice rituálu pochází z báje o Izanamim, který se očistil v moři poté, co prošel skrz říši mrtvých Jomi.
Misogi je také původcem celé řady dalších očišťujících rituálů jako například:
- Asketické praktiky jako kessai, smíšené formy misogi a mizugori, což je buddhistické omývání studenou vodou.
- Temizu, což je umytí rukou a úst před bohoslužbou v šintoistickém chrámu a probíhá ve speciální chrámové stavbě určené tomuto účelu.